# Erzeparchie Addis Abeba

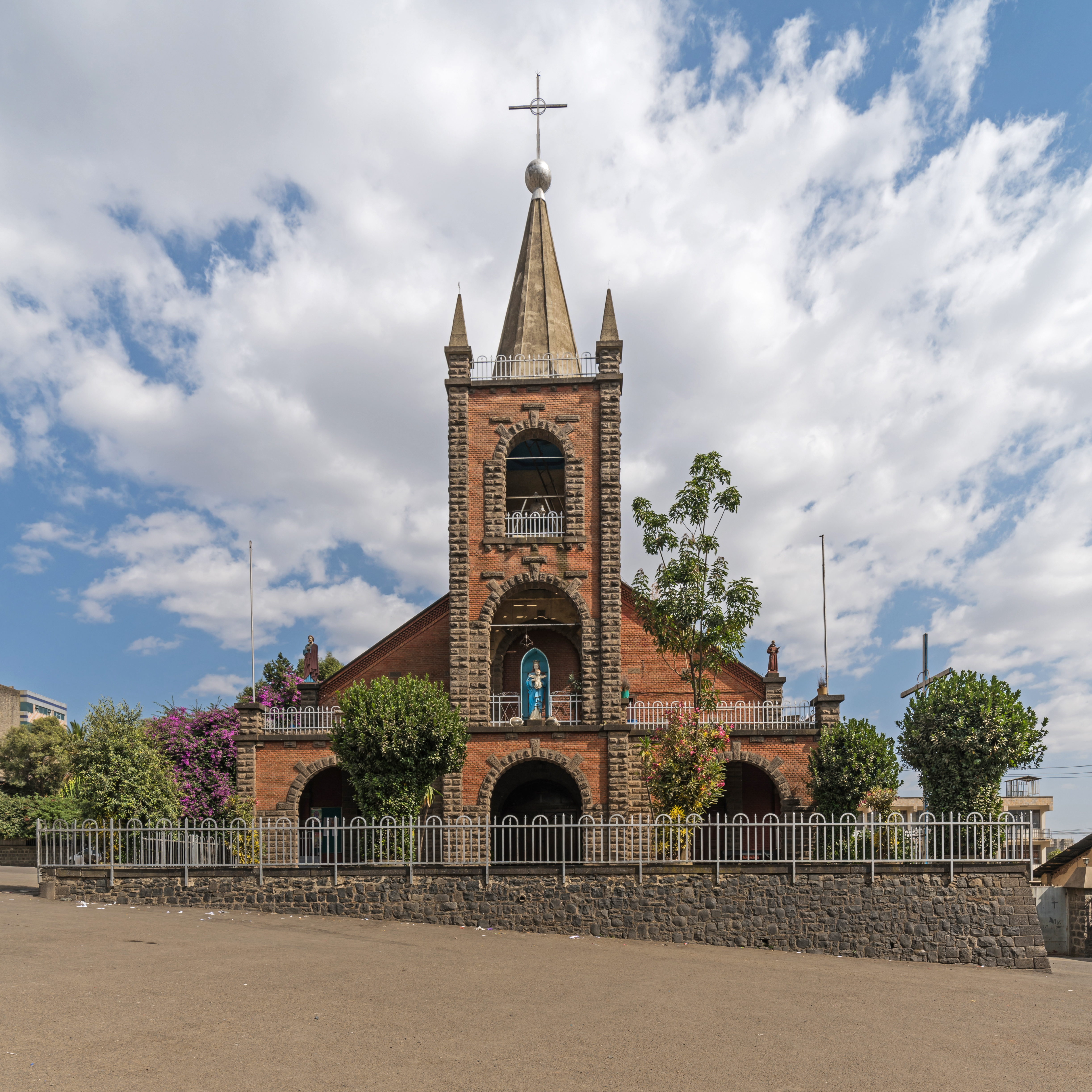
Mariä-Geburt-Kathedrale in Addis Abeba

Die Erzeparchie Addis Abeba (lat.: Archidioecesis Neanthopolitanus) ist der Hauptsitz der mit der römisch-katholischen Kirche unierten äthiopisch-katholischen Kirche.
Sie wurde 1839 aus Gebietsabtretungen des Apostolischen Vikariats Syrien, Ägypten, Arabien und Zypern als Apostolische Präfektur Abessinien begründet. Als Apostolischer Präfekt von Abessinien wurde der italienische Lazarist Justinus de Jacobis berufen. Die Präfektur Abessinien gab am 4. Mai 1846 Teile ihres Territoriums als Apostolisches Vikariat Galla ab. Die Präfektur selbst wurde 1847 in den Rang eines Apostolischen Vikariates erhoben. Am 25. März 1937 wurden ihm dann die Apostolischen Präfekturen Tigrai, Dessié und Gondar ausgegliedert und der Name des Apostolischen Vikariates auf Addis Abeba abgeändert.
Am 31. Oktober 1951 zum Apostolischen Exarchat erhoben, wurden ihm die Gebiete der aufgelösten Apostolischen Präfekturen Dessié, Emdeber und Gondar wieder zugeführt. Am 20. Februar 1961 zur Erzeparchie und zum Metropolitansitz erhoben, wurde ihr am 25. November 2003 das Apostolische Exarchat von Emdeber entnommen.